# Министр иностранных дел Эстонии
Министр иностранных дел Эстонии (эст. Eesti Välisminister) — старший министр в Министерстве иностранных дел в Правительстве Эстонии. Министр иностранных дел один из наиболее важных членов эстонского правительства, который отвечает за отношения между Эстонией и иностранными государствами.
Министр иностранных дел избран премьер-министром как часть правительства. Министром иностранных дел с 17 апреля 2023 года является Маргус Тсахкна.
Помимо министра иностранных дел есть несколько заместителей министра, которые помогают в управлении различными отделами министерства иностранных дел:
- Генеральный секретарь — надзирает за заместителями министра отделов такие как дипломатическая безопасность, протокол и внутренние аудитотделы, и это второй самый высокий пост в министерстве иностранных дел
- Заместитель министра по политическим делам — надзирает и развивает политику для областей вне Европейского союза и управляет отделом печати и информации министерства иностранных дел
- Заместитель министра по делам внешнеэкономической политики — надзирает и развивает экономическую политику относительно иностранных государств по министерству иностранных дел.
- Заместитель министра по делам Европейского союза — надзирает и развивает политику относительно отношений с государствами в границах ЕС и отношений с ЕС.
- Заместитель министра по юридическим и консульским делам — надзирает за юридическим и консульским отделами.
- Заместитель министра по административным делам — надзирает за ежедневными административными задачами и задачи персонала министерства иностранных дел.

## Министры иностранных дел Эстонии с 1918 по 1940
- Яан Поска (24 февраля 1918 — 26 октября 1919);
- Антс Пийп (26 октября — 16 ноября 1919);
- Адо Бирк (18 ноября 1919 — 28 июля 1920);
- Каарел Роберт Пуста (28 — 30 июля 1920);
- Адо Бирк (30 июля — 26 октября 1920);
- Штрандман, Отто (26 октября 1920 — 25 января 1921);
- Антс Пийп (25 января 1921 — 15 октября 1922);
- Александр Хеллат (15 октября 1922 — 2 августа 1923);
- Карл Фридрих Акель (2 августа 1923 — 26 марта 1924);
- Штрандман, Отто (26 марта — 13 мая 1924);
- Каарел Роберт Пуста (13 мая 1924 — 23 октября 1925);
- Адо Бирк (23 октября — 16 декабря 1925);
- Антс Пийп (16 декабря 1925 — 9 декабря 1926);
- Ганс Рибани (9 декабря — 23 декабря 1926);
- Карл Фридрих Акель (23 декабря 1926 — 10 ноября 1927);
- Александр Хеллат (10 ноября — 9 декабря 1927);
- Ганс Рибани (9 декабря 1927 — 4 декабря 1928);
- Яан Латтик (4 декабря 1928 — 12 февраля 1931);
- Яан Тыниссон (12 февраля 1931 — 19 июля 1932);
- Михкель Пунг (19 июля — 21 октября 1932);
- Аугуст Рей (21 октября 1933 — 18 мая 1933);
- Антс Пийп (18 мая — 21 октября 1933);
- Юлиус Сельямаа (21 октября 1933 — 1 апреля 1936);
- Карл Фридрих Акель (1 апреля 1936 — 8 мая 1938);
- Карл Сельтер (8 мая 1938 — 12 октября 1939);
- Антс Пийп (12 октября 1939 — 21 июня 1940);
- Нигол Андресен (21 июня — 21 июля 1940).

## Министры иностранных дел Эстонии правительства в изгнании с 1944 по 1992
- Аугуст Рей (1944);
- Ханс Ребане (1945—1949);
- Александер Варма (1953 — 29 марта 1963);
- Аугуст Коерн (1 марта 1964 — 3 июня 1982);
- Элмар Липпинг (3 июня 1982 — 20 июня 1990);
- Олев Олеск (20 июня 1990 — 15 сентября 1992).

## Народные комиссары, министры иностранных дел ЭССР с 1944 по 1990
- Ханс Круус (1 февраля 1944 — 1950);
- Рудольф Оендорф[1] (1950 — 29 марта 1951);
- Алексей Мюрисепп (29 марта 1951 — 12 октября 1961);
- Арнольд Грен (1962 — 11 марта 1990);
- Леннарт Мери (11 марта — 8 мая 1990).

## Министры иностранных дел Эстонии с 1990
- Леннарт Мери (8 мая 1990 — 6 апреля 1992);
- Яан Манитски (6 апреля — 21 октября 1992);
- Тривими Веллисте (21 октября 1992 — 7 января 1994);
- Юри Луйк (7 января 1994 — 17 апреля 1995);
- Рийво Синиярв (17 апреля — 6 ноября 1995)
- Сийм Каллас (6 ноября 1995 — 2 октября 1996);
- Тоомас Хендрик Ильвес (2 октября 1996 — 14 октября 1998);
- Рауль Мяльк (14 октября 1998 — 25 марта 1999);
- Тоомас Хендрик Ильвес (25 марта 1999 — 28 января 2002);
- Кристийна Оюланд (28 января 2002 — 11 февраля 2005);
- Йаак Яксерт (11 февраля — 21 февраля 2005);
- Рейн Ланг (21 февраля — 10 апреля 2005);
- Урмас Паэт (12 апреля 2005 — 17 ноября 2014);
- Кейт Пентус-Розиманнус (17 ноября 2014[2] — 15 июля 2015);
  - Юрген Лиги (и. о. 15 июля 2015 — 16 июля 2015);
- Марина Кальюранд (16 июля 2015 — 12 сентября 2016);
- Юрген Лиги (12 сентября — 23 ноября 2016);
- Свен Миксер (23 ноября 2016 — 29 апреля 2019);
- Урмас Рейнсалу (29 апреля 2019 — 26 января 2021);
- Эва-Мария Лийметс (26 января 2021 — 3 июня 2022);
- Андрес Сутт[1] (3 июня — 18 июля 2022)[3];
- Урмас Рейнсалу (18 июля 2022 — 17 апреля 2023);
- Маргус Цахкна (с 17 апреля 2023).

## См.также
- Список дипломатических миссий Эстонии
- Внешняя политика Эстонии